# Centraal-Lombok
Centraal-Lombok (Indonesisch: Lombok Tengah) is een regentschap in de Indonesische provincie West-Nusa Tenggara centraal gelegen op het eiland Lombok.
Het regentschap is onderverdeeld in twaalf onderdistricten (kecamatan):
- Praya
- Praya Tengah
- Praya Barat
- Praya Barat Daya
- Praya Timur
- Pujut
- Janapria
- Kopang
- Batukliang
- Batukliang Utara
- Pringgarata
- Jonggat